# Acidente ferroviário de Engenheiro Goulart
O acidente ferroviário de Engenheiro Goulart aconteceu na noite de 5 de junho de 1959 no bairro de Engenheiro Goulart, zona leste de São Paulo, quando dois trens de passageiros colidiram frontalmente. Com 50 vítimas fatais, esse foi o um dos maiores acidentes ferroviários já ocorridos no Brasil.

## Variante de Poá
Variante de Poá era a denominação de uma via férrea suburbana que integrava o antigo Ramal de São Paulo da Estrada de Ferro Central do Brasil e ligava as estações Roosevelt, na região central da capital paulista, e Calmon Viana, no município de Poá. À época, essa variante passava por obras de duplicação de linhas, sendo que o primeiro trecho, entre as estações Engenheiro Sebastião Gualberto e Engenheiro Goulart, havia sido inaugurado menos de três meses antes do acidente.
Apesar do projeto de modernização em andamento, a estação de Engenheiro Goulart não dispunha de equipamentos de sinalização ou de comunicação automáticas para orientação das composições que transitavam pelo trecho de linha única. A seção de bloqueio era operada a partir de uma licença para circulação concedida pelo chefe da estação aos maquinistas através dos chamados bastões de staff. Nesse sistema, o maquinista do primeiro trem a chegar à parada onde se dá o cruzamento oficial entrega ao guarda da estação um bastão metálico com a identificação da estação anterior. Esse bastão é repassado ao agente de movimento, que o coloca no staff. Assim, esse trem permanece estacionado no desvio até que a composição que segue no sentido contrário chegue à estação e seu maquinista realize o mesmo procedimento de entrega do bastão. Somente quando o bastão correspondente à estação seguinte é entregue ao maquinista da composição estacionada é que esta encontra-se autorizada para seguir viagem.

## Acidente
Duas composições envolveram-se no acidente: a UP-240, que havia partido às 18h05 da Estação Roosevelt com destino à Estação Calmon Viana e a UP-237, que seguia no sentido contrário. Essa segunda composição, procedente da Estação Comendador Ermelino e conduzida por João Rosa da Costa, já se encontrava estacionada no desvio da Estação Engenheiro Goulart à espera da UP-240, que era conduzida pelo maquinista Agenor André Pereira e vinha da Estação Engenheiro Trindade.